# Riso col puntèl
Il risotto col puntèl è un piatto tipico della cucina mantovana.
La preparazione è simile alla ricetta del risotto alla pilota, dal quale differisce per l'aggiunta, sopra al risotto a fine cottura, di una braciola o costina di maiale cotte ai ferri, da consumare congiuntamente nel medesimo piatto.